# Luis Arturo González López
Luis Arturo González López (Zacapa, 1900 - 1965) fue un político guatemalteco, Presidente de Guatemala de forma interina, entre el 27 de julio de 1957 al 24 de octubre de 1957. En su calidad de Primer Designado a la Presidencia de la República, fue llamado por el Congreso a sustituir al asesinado presidente Carlos Castillo Armas. La labor de su gobierno se centró en intentar convocar nuevas elecciones. Antes de ocupar la presidencia estudió derecho y fue miembro del Tribunal Supremo desde 1945 a 1951. Tuvo que dejar ese cargo por presiones políticas.
Lo más destacado de su interinato fue la convocatoria a nuevas elecciones presidenciales para el 20 de octubre de 1957, en que fue adjudicado el triunfo al Licenciado Miguel Ortiz Passareli, sin embargo, el resultado de dichas elecciones fue anulado el 23 del mismo mes, atendidas las protestas contra el fraude electoral efectuado. Un nuevo movimiento militar, unido a otros graves incidentes políticos, motivaron la renuncia del presidente interino y su reemplazo por una junta militar de gobierno.